# The Parents
The Parents je devátá epizoda druhé série amerického televizního seriálu Smash a v celkovém pořadí dvacátá čtvrtá epizoda seriálu. Napsal ji Jordon Nardino a režírovala ji Tricia Brock. Epizoda se poprvé vysílala ve Spojených státech dne 2. dubna 2013 na televizním kanálu NBC.
Poté, co se Leigh Conroy vrátí, aby se připojila k obsazení muzikálu Bombshell, tak se Tom snaží rozptýlit roky trvající napětí mezi ní a její dcerou Ivy. Spojení Jimmyho a Karen je ohroženo nově nalezeným úspěchem Any a neočekávaným návštěvníkem. Derek se více dozvídá o Jimmyho minulosti, právě když je Hit List částečně představen publiku.

## Obsah epizody
Tom (Christian Borle) se snaží Ivy (Megan Hilty) sdělit, že její matka, slavná broadwayská hvězda Leigh Conroy (Bernadette Peters), přijala roli Marylininy matky Gladys v Bombshell. Bohužel to Ivy zjistí právě v okamžiku, když jí to její matka afektovaně řekne krátce před zkouškou. Díky jejich vzájemnému chladnému vztahu z toho je Ivy nešťastná. Tom má potíže s tím, aby měly na zkouškách dobré herecké výkony a snaží se použít jejich vlastní historii. Ivy i Leigh se velice snaží být na tu druhou milá, ale je to na úkor zkoušek. Tom je konečně přiměje vzpomenout si na jejich vlastní historii, ale nakonec to skončí tím, že se obě dvě před všemi pohádají. Jako část zkoušek spolu zpívají duet „Hang the Moon", lítostnou píseň, kdy Gladys umírá. Ivy později řekne Tomovi, že po tom, co ji udělal, již nejsou přáteli.
Karen (Katharine McPhee) a Jimmy (Jeremy Jordan) spolu strávili noc a ráno přijíždí Karenin otec Roger (Dylan Baker). Jimmy je donucen utéct přes balkón a Roger uvidí kus jeho kožené bundy. Roger navštíví zkoušky Hit List (pro nadcházející setkání pro potenciální investory muzikálu pro sponzora Manhattan Theater Project), kde Karen opět zpívá "Broadway, Here I Come". Roger řekne své dceři, že si myslí, že udělala chybu, když opustila Bombshell; ona se ho snaží přesvědčit o opaku. Roger si myslí, že Derek (Jack Davenport) je ten, koho viděl ráno utíkat od Karen (protože má také koženou bundu) a chová se k němu chladně. Po Jimmym se shání muž a ukáže se, že to býval jeho bývalý drogový dealerový šéf, který chce zaplatit to, co mu Jimmy dříve ukradl.
Na Manhattan Theater Project, Karen zpívá "Broadway, Here I Come!" a Ana (Krysta Rodriguez) v roli Divy zpívá "Reach For Me", v kompletní choreografii včetně létací scény. Redaktor New York Times, Richard Francis (Jamey Sheridan) je unešen Aniným výkonem a Kyle (Andy Mientus) vyhrkne, že se postava velmi vyskytuje ve druhém dějství, ačkoliv to není pravda. Mezitím Jimmy prohledává v šatně kabáty, aby z nějakého mohl něco ukrást a Derek ho při tom chytne. Jimmy se Derekovi svěří ohledně svých problémů a Derek mu dává peníze na zaplacení jeho dealerovi.
Scott a Julia (Debra Messing) se snaží, aby byla jejich neslavná minulost již ta nimi a Scott jí požádá, aby se podívala na scénář Hit Listu (aniž by o tom Derek věděl) a dala mu rady ohledně inscenace, s čímž Julia souhlasí.
Roger řekne Karen, že přijímá to, co dělá se svou kariérou a poté si uvědomí, že Jimmy je ten, který utíkal od Karen. Tuto informaci Roger vyzradí před Derekem, který ohledně toho rozhodně nadšeně nevypadá.

## Seznam písní
- „Broadway, Here I Come!"
- „Hang the Moon"
- „Reach For Me"

## Ohlas u kritiků
Sara Brady z Television Without Pity dala epizodě hodnocení 2- (B-).